# Осборн, Глен
Глен Мэттью Осборн (англ. Glen Matthew Osborne, родился 27 августа 1971 года в Уонгануи) — новозеландский регбист, игравший на позиции фуллбэка и винга; вице-чемпион мира 1995 года и телеведущий.

## Биография
Уроженец Вангануи, племянник регбиста Билла Осборна, полузащитника сборной Новой Зеландии. Начинал регбийную карьеру как центровой, но позже стал выступать на позиции замыкающего (фуллбэка) и крыльевого (винга). В чемпионате провинций Новой Зеландии дебютировал в 1990 году, проведя 20 матчей за команду провинции Уонгануи в 1990—1991 годах. С 1992 года представлял Норт-Харбор, но из-за травм в первых двух сезонах провёл всего пять матчей. В 1994 году после реабилитации вернулся в команду и помог ей выйти в финал чемпионата: 15 попыток в 19 матчах обеспечили ему место в национальной сборной.
В 1991 году дебютировал в молодёжной сборной, в 1992 году впервые сыграл за сборную по регби-7. За «Олл Блэкс» в регби-15 дебютный тест-матч провёл 22 апреля 1995 года против Канады в Окленде и занёс 2 попытки, принеся сборной 10 очков в матче. В 1995 году на чемпионате мира Осборн провёл пять матчей из шести игр сборной Новой Зеландии (пропустил только игру против Шотландии). Одну попытку Осборн занёс в ворота Ирландии, ещё две — против Японии (два матча группового этапа). Сборная вышла в финал, где уступила хозяевам в борьбе за титул чемпиона мира. В том же году дважды Осборн играл в Кубке Бледислоу — разыгрываемом между Новой Зеландией и Австралией трофее — и в ряде матчей во Франции и Италии. В первом тест-матче против Франции заменил Джеффа Уилсона, а также сыграл второй тест-матч в основном составе.
В 1996 году после появления Супер 12 он стал игроком клуба «Чифс» и провёл в его составе первый сезон Супер 12, выступая в этом клубе до 1998 года и сыграв 19 матчей. Из-за травмы он выбыл из первых тест-матчей года, а заменял его Кристиан Каллен, но вернулся к турне по Южной Африке и выступал при травмированном Джоне Лому — в том году по итогам серии из четырёх матчей против ЮАР он помог одержать новозеландцам первую в истории победу в серии тест-матчей против южноафриканцев. В 1997 году он снова уступил своё место в составе в связи с хорошей формой Кристиана Каллена, Джеффа Уилсона и Таны Умаги, однако сыграл два матча против Австралии, а также провёл в рамках турне по Англии, Уэльсу и Ирландии встречи против ирландцев и англичан (по одной попытке).
После изменений в Супер 12 Осборн стал игроком клуба «Харрикейнз», за который сыграл 8 встреч в 1999 году. В 1998 и 1999 годах он почти не играл за сборную: последнюю игру он провёл 14 октября 1999 года в Хаддерсфилде против Италии, занеся две попытки — на том турнире новозеландцы заняли 4-е место. Всего за свою карьеру Осборн провёл 19 тест-матчей в рамках международных турниров (в двух вышел на замену) и ещё 10 встреч другого масштаба (один раз вышел на замену) за новозеландскую сборную. Помимо этого, играл за вторую сборную Новой Зеландии против второй команды Австралии, а также играл за сборную маори во время турне по Фиджи. Всего в его активе 85 очков — все набраны благодаря 17 попыткам (55 набраны в официальных тест-матчах). Несмотря на свою результативность, Осборн не стал настолько твёрдым игроком основы, какими стали Кристиан Каллен, Джефф Уилсон, Джона Лому и Тана Умага. Затем некоторое время Осборн играл во Франции, где его преследовали травмы. В 2001 году снова сыграл за Норт-Харбор в первенстве провинций и вышел в полуфинал. Карьеру завершил в Японии, в «Рико Блэк Рэмс».
По окончании регбийной карьеры Осборн стал появляться чаще на телевидении (Māori Television) — ведущий шоу Bring Your Boots, Oz о регби в жизни маори. Авторы передачи — Джулия Парнелл и Дэйн Жиро. В возрасте 44 лет стал сотрудником полиции Новой Зеландии — по его словам, с момента увлечения регби он 30 лет не получал никакого образования вообще. В 2019 году выступил в новозеландской версии международного шоу «Dance With The Stars» в паре с Ванессой Коул.